# Глубинное государство (Турция)
Глуби́нное госуда́рство или Паралле́льное госуда́рство (тур. Derin devlet) — предполагаемая группа влиятельных антидемократических коалиций в турецкой политической системе, состоящая из высокопоставленных элементов разведывательных служб (отечественных и зарубежных), турецких военных, службы безопасности, судебной власти и мафии. Понятие «глубинное государство» аналогично понятию «государство в государстве».
Для приверженцев «глубинного государства» приоритетной является верность национализму, корпоративизму и государственным интересам. Насилие и другие средства давления исторически были использованы в скрытой форме многими политическими и экономическими элитами для манипулирования и обеспечения удовлетворения, казалось бы, демократических, но в то же время специфических интересов в рамках политической ситуации. Бывший президент Демирель говорил, что перспективы и поведение (преимущественно военных) элит, которые представляют собой «глубинное государство» и работают над сохранением национальных интересов, формируются укоренившейся верой, знакомой ещё с падения Османской империи, что страна «всегда на грани».
Идеология «глубинного государства» рассматривается левыми как ультранационалистическая и направленная против рабочих организаций; исламистами как антиисламская и светская; этническими курдами как антикурдская; и либерал-демократами как антидемократическая и антилиберальная. Как отметил бывший премьер-министр Бюлент Эджевит, многообразие мнений отражает разногласия о том, что представляет собой «глубинное государство». Одним из объяснений является то, что «глубинное государство» не является альянсом, но суммой нескольких групп, которые антагонистически работают за кулисами, каждая в погоне за собственными интересами. Другое объяснение опровергает сужение «глубинного государства» до сети интересов и определяет также, как тип господства, основанного на высших военных автономных уровнях, которые позволяют аппарату безопасности нарушать формальные демократические институты (на переднем плане) за счёт использования особого рода деятельности неформальных институтов (в фоновом режиме), то есть угрозы путча, автократических клик, мафии, организованной преступности и коррупции. Слухи о «глубинном государстве» были распространены в Турции с употребления термина Эджевитом, бывшем на посту премьер-министра в 1970-х годах, после его откровения о существовании турецкой ветви операции «Гладио», «Контргерилья»
Многие турки, включая избранных политиков, имеют убеждение, что «глубинное государство» существует.
Совсем недавно термин «глубинное государство» использовался для описания политики в таких странах, как Египет.

## Предыстория

### Османская империя
Турецкие тайные общества восходят ко временам Османской империи. Султан Селим III, правивший в 1789—1807 годах, основал тайный комитет, являвшийся, по сути, частной армией; причиной появления такого комитета стали покушения в ходе войн с Россией и Австрией в 1787 и 1792 годах. Даже второй человек в государстве, великий визирь, не знал об этом обществе:594.
Конспиративные коалиции стали особенно активны в эпоху Единения и прогресса (1889—1918), когда они планировали смещение султана. Один печально известный киллер, Якуп Джемиль, был нанят государством, и после расстрела команды Энвера-паши стал больше не нужен. Тайные общества, как считается, сыграли важную роль в тюркизации после падения Османской империи. Тайная политика тюркизации якобы осуществлялась тайными группами для того, чтобы их зачинщики не были обнаружены.
Ататюрк (1881—1938) использовал тайные сообщества (например, общество Караколь), которые сегодня рассматриваются как спецподразделения по борьбе за независимость. Существует мнение, что нынешнее «глубинное государство» является продолжением тех самых тайных обществ.

### «Контргерилья»
После Второй мировой войны систематизированная и институциализированная форма «глубинного государства» была создана американским руководством по противодействию возможному советскому вторжению под видом специального департамента (тур. Özel Harp Dairesi, сокращённо ÖHD). ÖHD, который некоторые называли «Турецкое Гладио», описывался его бывшим лидером, Кемалем Ямаком, как «оставшиеся в тени» (англ. Stay-behind) группы сопротивления.
В интервью Дерье Сазак из газеты Milliyet бывший представитель Республиканской народной партии Сулейман Генч сказал, что ÖHD оказал влияние, которое мешало турецким вооружённым силам и определило ÖHD как ядро «глубинного государства». Генч инициировал парламентский запрос в 1978 году, но председатель партии и премьер-министр Бюлент Эджевит заявил, что уладил вопрос, после разговора с главой ÖHD, Кемалем Ямаком, который сказал, что ÖHD не будет вмешиваться в гражданские дела и что политики не должны продолжать расследование. После этого дом Ямака в Анкаре на улице Карьягды взорвали 5 января 1979 года.
Мурат Бельге из Стамбульского университета Бильги говорил, что «глубинное государство» стало более активно в период многопартийности, когда фракции находились в состоянии борьбы за власть.

### «Серые волки»
Кендал Незан из Курдского института Парижа заявил, что Абдулла Чатлы, глава «Серых волков», убитый в Сусурлукской аварии, «считался одним из главных виновников подпольных операций, проведённых турецким отделением „Гладио“, и сыграл ключевую роль в кровавых событиях 1976—1980-х годов, которые открыли дорогу военному перевороту в сентябре 1980 года. Как молодой глава ультраправой организации „Серые волки“, он был обвинён, среди прочего, в убийстве семи левых студентов». Чатлы был замечен в обществе основателя «Национального авангарда», Стефано Делле Кьяйе, во время турне по Латинской Америке и визита в Майами в сентябре 1982 года.
Помимо Чатлы, ультранационалисты использовались турецкими спецслужбами, в которые входили Мехмет Али Агджа (совершивший покушение на Папу), Халук Кырджи, Ибрагим Чифтчи, Тугай Марашлы, Яхья Эфе, Орал Челик, Мехмет Шенер, Алааттин Чакыджи, Нурулла Тевфик Агансой, Али Яшак, Абузер Угурлу и Бекир Челенк. В 1990-е годы, эти люди, поддерживавшие контакт с силами безопасности, были вовлечены в различную незаконную деятельность (в том числе азартные игры, незаконный оборот наркотиков и отмывание денег), которая была раскрыта в ходе Сусурлукского скандала 1996 года.

### «Эргенекон»
В 1992 году глава ÖHD, генерал Кемаль Йылмаз, заявил, что специальный департамент по-прежнему активен в курдско-турецком конфликте.
Образования, такие как Восточно-рабочая группа (Турецкий военный переворот (1993)), Западная Рабочая группа, (Процесс 28 февраля) и Департамент национальных стратегий и операций (Турция), как утверждается различными источниками, продолжали подпольную работу в армии и за её пределами. Эти группы, в целом направленные на защиту Турции от исламизма и сепаратизма (особенно курдского сепаратизма), но связанные с группами мафии, которые имеют связи с ультра-националистами (Сусурлукский скандал), были также замечены и в связях с курдскими группами, такими как Курдская Хизболла. Эти различные группы могут иметь связи и с организацией «Эргенекон», преследующей подобные цели в таких вопросах, как «Кувалда» — план государственного переворота 2003 года. Однако, детали остаются неясными.
В 2008 году десяткам членов «Эргенекона» были предъявлены обвинения, и многие были арестованы в ходе расследования, обвиняясь в заговоре с целью смещения Партии справедливости и развития в 2009 году.

## Подтверждение существования

### 2000-е годы
С момента начала дела «Эргенекон», которое было заведено перед президентскими выборами в Турции 2007 года, и вплоть до проведения операции «Большая взятка» 17 декабря 2013 г. — «глубинное государство» в средствах массовой информации позиционировалось преимущественно как неофициальная нелегитимная и неформальная структура, состоящая из офицеров армии, сотрудников спецслужб, правоохранительных и судебных органов, связанная с НАТО, ЦРУ и израильским «Моссадом» посредством сети под названием «Эргенекон», основателем которой был признан арестованный в 2008 г. генерал Вели Кючюк. Участникам «Эргенекона» после задержания были предъявлены обвинения в попытке государственного переворота в 2003 г., убийстве журналиста Гранта Динка в 2007 г. и других преступлениях.
7 января 2010 г. анкарский судья Кадир Каян постановил провести обыск в помещениях НАТО в Тактической мобилизационной группе Командования турецких специальных сил в Анкаре. По его результатам, работниками прокуратуры и полицией были конфискованы документы под грифом «совершенно секретно» (по классификации НАТО — COSMIC), которые показали, что агентурные сети НАТО, созданные в рамках операции «Гладио», возможно, продолжили существовать в Турции и составляют ядро «Эргенекона».

### 2013 год
В августе 2013 года участникам сети «Эргенекон» были вынесены обвинительные приговоры, однако понятие «глубинное государство» из сообщений СМИ и выступлений политиков не исчезло. Так, с деятельностью данной организации турецкое руководство связало протестные акции в парке Гези в 2013 году, предшествовавшие муниципальным и президентским выборам 2014 года.
С конца 2013 года состав и движущие силы «глубинного государства» стали трактоваться по-новому. По времени это совпало с распадом сложившегося в Турции тактического альянса между премьер-министром Реджепом Тайипом Эрдоганом и движением, возглавляемым теологом Фетхуллахом Гюленом, проживающим в добровольном изгнании в США. Трения между Эрдоганом и движением Гюлена обострились после озвученных в конце декабря 2013 года сообщений о том, что в личном кабинете премьера были обнаружены прослушивающие устройства. По утверждению Эрдогана, ответственность за их установку лежит на «глубинном государстве». В ноябре 2013 года этому предшествовало закрытие сети частных школ, находившихся под контролем движения «Хизмет», главой которого является Гюлен.
В предшествующее десятилетие правительство Эрдогана при помощи последователей Гюлена, широко представленных в турецких СМИ, судебной системе и полиции серьёзно ограничило политическое влияние военных. 27 декабря 2013 года в интервью телеканалу CNN-Turk бывший официальный представитель Эрдогана Акиф Беки высказал предположение, что «люди, сыгравшие важную роль в ослаблении влияния военных в глубинном государстве, могли попытаться сами заполнить образовавшийся пробел». Результатом обострившихся противоречий между Эрдоганом и Гюленом стал коррупционный скандал, связанный с проведением операции «Большая взятка»[уточнить].
17 декабря 2013 года полиция задержала в Стамбуле и Анкаре 52 человека, в том числе высокопоставленных чиновников, крупных бизнесменов, близких к премьеру страны Реджепу Тайипу Эрдогану, и детей ряда министров. Эрдоган, комментируя операцию, заявил, что арест является заговором против государства. В преддверии выборов 2014 года своих постов лишились четыре министра правительства Эрдогана, в частности, министры внутренних дел и экономики Муаммер Гюлер и Зафер Чаглаян. Спустя месяц из органов внутренних дел и судебной системы в рамках борьбы с «глубинным государством» были уволены или переведены на новые места работы несколько сотен сотрудников, связанных с проведением расследования.